# Juventus Football Club 1967-1968
Questa voce raccoglie le informazioni riguardanti la Juventus Football Club nelle competizioni ufficiali della stagione 1967-1968.

## Stagione

Lo svedese Magnusson, il cosiddetto attaccante «di coppa».

Con l'obiettivo primario di ben figurare in Coppa dei Campioni, nell'estate 1967 la Juventus, nel frattempo trasformatasi in società per azioni, tentò di portare avanti un ambizioso mercato di rafforzamento inerente soprattutto il reparto avanzato, non riuscendo tuttavia né a ingaggiare dal Cagliari il promettente Riva, restìo – come lo sarà per il resto della sua carriera – a lasciare la Sardegna, né a strappare ai concittadini del Torino l'ala offensiva Meroni: pur se Gianni Agnelli, aprendo i cordoni della borsa, era giunto a un accordo con la dirigenza granata per far vestire la casacca bianconera a «mister mezzo miliardo», le veementi proteste della tifoseria torinista, che rischiavano di sfociare in proteste di piazza – ripercuotendosi perfino nella catena di montaggio della FIAT, dove gli operai di fede granata arrivarono a sabotare le vetture degli Agnelli in risposta al possibile cambio di maglia del loro idolo sportivo –, fecero sì che l'affare sfumasse.
La società juventina si limitò così al piccolo cabotaggio rimpolpando il centrocampo, come voleva la filosofia movimientiana del tecnico Heriberto Herrera, coi due mestieranti Simoni e Volpi, ampliando negli ultimi giorni di mercato anche il parco attaccanti con lo svedese Magnusson, già di proprietà bianconera e reduce da un'esperienza in prestito al Colonia, il quale, data la recente chiusura delle frontiere nel campionato italiano, poté essere impiegato solo in campo continentale.

Il lusitano Eusébio impegna il portiere bianconero Anzolin, nella semifinale di ritorno della Coppa dei Campioni tra Juventus e.

Con una formazione titolare rimasta pressoché immutata rispetto alla precedente annata, in Serie A la Juventus non riuscì a difendere lo scudetto chiudendo la classifica al terzo posto, dietro alla rivelazione Napoli e davanti alla Fiorentina, tutte incapaci di tenere il passo di un redivivo Milan tornato nelle mani del paròn Rocco e trascinato dai gol del «ragazzino terribile» Prati; unica nota di rilievo in casa bianconera, l'esordio il 21 gennaio 1968 a Mantova del diciannovenne Causio, futura colonna della plurivittoriosa squadra degli anni 1970. In campo nazionale, altre delusioni arrivarono dall'impegno in Coppa Italia dove i piemontesi si videro sbarrata la strada già al primo turno settembrino dal Varese, causa uno sfortunato epilogo al sorteggio.
Più ricca di soddisfazioni fu l'avventura in Coppa dei Campioni dove gli uomini di HH2, dopo aver battuto in sequenza gli ellenici dell'Olympiacos, i rumeni del Rapid Bucarest e, con più difficoltà, i tedeschi d'Occidente dell'Eintracht Braunschweig – superati solo in uno spareggio giocatosi in campo neutro a Berna –, raggiunsero per la prima volta la semifinale della maggiore competizione europea per club, da cui vennero estromessi per mano del più quotato Benfica di Eusébio.

## Divise
| Casa | Trasferta | 1ª portiere | 2ª portiere |

## Rosa
| N. |                    | Ruolo | Calciatore                 |
| -- | ------------------ | ----- | -------------------------- |
|    | Italia (bandiera)  | P     | Roberto Anzolin            |
|    | Italia (bandiera)  | P     | Angelo Colombo             |
|    | Italia (bandiera)  | P     | Pietro Fioravanti          |
|    | Italia (bandiera)  | D     | Gianfranco Leoncini        |
|    | Italia (bandiera)  | D     | Sandro Salvadore           |
|    | Italia (bandiera)  | D     | Giancarlo Bercellino       |
|    | Italia (bandiera)  | D     | Ernesto Castano (capitano) |
|    | Italia (bandiera)  | D     | Alberto Coramini           |
|    | Italia (bandiera)  | D     | Benito Sarti               |
|    | Italia (bandiera)  | D     | Gianluigi Roveta           |
|    | Spagna (bandiera)  | C     | Luis del Sol               |
|    | Brasile (bandiera) | C     | Chinesinho                 |

| N. |                   | Ruolo | Calciatore           |
| -- | ----------------- | ----- | -------------------- |
|    | Italia (bandiera) | C     | Giovanni Sacco       |
|    | Italia (bandiera) | C     | Giampaolo Menichelli |
|    | Italia (bandiera) | C     | Luigi Simoni         |
|    | Italia (bandiera) | C     | Erminio Favalli      |
|    | Italia (bandiera) | C     | Adolfo Gori          |
|    | Italia (bandiera) | C     | Carlo Volpi          |
|    | Italia (bandiera) | C     | Guido Onor           |
|    | Italia (bandiera) | C     | Franco Causio        |
|    | Italia (bandiera) | A     | Gianfranco Zigoni    |
|    | Italia (bandiera) | A     | Virginio De Paoli    |
|    | Svezia (bandiera) | A     | Roger Magnusson      |

## Risultati

### Serie A

#### Girone di andata
| Arbitro: | Bernardis (Trieste) |

|                                               |           |                    |
| Spelta 13’ (aut.) De Paoli 78’ Menichelli 81’ | Marcatori | 56’ (rig.) Corelli |

| Bergamo 1º ottobre 1967, ore 15:00 CET 2ª giornata | Atalanta         | 0 – 0 referto | Juventus | Stadio Comunale\| Arbitro: \| Sbardella (Roma) \| |
| Arbitro:                                           | Sbardella (Roma) |               |          |                                                   |

| Arbitro: | Di Tonno (Lecce) |

|                                   |           |  |
| Sacco 53’ Zigoni 64’ Leoncini 71’ | Marcatori |  |

| Bologna 15 ottobre 1967, ore 15:00 CET 4ª giornata | Bologna             | 0 – 0 referto | Juventus | Stadio Comunale\| Arbitro: \| Lo Bello (Siracusa) \| |
| Arbitro:                                           | Lo Bello (Siracusa) |               |          |                                                      |

| Arbitro: | Francescon (Padova) |

|  |           |                                |
|  | Marcatori | 3’, 7’, 60’ Combin 67’ Carelli |

| Milano 29 ottobre 1967, ore 14:30 CET 6ª giornata | Milan               | 0 – 0 referto | Juventus | Stadio San Siro\| Arbitro: \| Lo Bello (Siracusa) \| |
| Arbitro:                                          | Lo Bello (Siracusa) |               |          |                                                      |

| Arbitro: | Carminati (Milano) |

|  |           |             |
|  | Marcatori | 76’ Capello |

| Arbitro: | Monti (Ancona) |

|                       |           |  |
| Greatti 43’ Rizzo 71’ | Marcatori |  |

| Arbitro: | Sbardella (Roma) |

|                                  |           |                                   |
| Zigoni 38’ Bercellino 81’ (rig.) | Marcatori | 60’ (aut.) Salvadore 71’ Pirovano |

| Arbitro: | Genel (Trieste) |

|  |           |                               |
|  | Marcatori | 29’ Chinesinho 76’ Menichelli |

| Arbitro: | Francescon (Padova) |

|                     |           |              |
| Pogliana 39’ (aut.) | Marcatori | 78’ Altafini |

| Arbitro: | Picasso (Chiavari) |

|  |           |              |
|  | Marcatori | 29’ De Paoli |

| Arbitro: | Monti (Ancona) |

|                                                 |           |                               |
| Leoncini 14’ De Paoli 60’ Bercellino 75’ (rig.) | Marcatori | 17’ Domenghini 89’ Cappellini |

| Arbitro: | Carminati (Milano) |

|             |           |            |
| Cristin 48’ | Marcatori | 35’ Zigoni |

| Arbitro: | D'Agostini (Roma) |

|                           |           |  |
| Leoncini 36’ De Paoli 64’ | Marcatori |  |

#### Girone di ritorno
| Mantova 21 gennaio 1968, ore 14:30 CET 16ª giornata | Mantova        | 0 – 0 referto | Juventus | Stadio Danilo Martelli\| Arbitro: \| Pieroni (Roma) \| |
| Arbitro:                                            | Pieroni (Roma) |               |          |                                                        |

| Arbitro: | Branzoni (Pavia) |

|                             |           |            |
| De Paoli 37’ Chinesinho 73’ | Marcatori | 41’ Danova |

| Arbitro: | Sbardella (Roma) |

|                                                 |           |  |
| Anastasi 20’, 64’, 87’ Leonardi 29’ Vastola 55’ | Marcatori |  |

| Torino 11 febbraio 1968, ore 15:00 CET 19ª giornata | Juventus       | 0 – 0 referto | Bologna | Stadio Comunale\| Arbitro: \| Pieroni (Roma) \| |
| Arbitro:                                            | Pieroni (Roma) |               |         |                                                 |

| Arbitro: | Genel (Trieste) |

|                         |           |              |
| Facchin 33’ Agroppi 37’ | Marcatori | 13’ De Paoli |

| Arbitro: | Francescon (Padova) |

|            |           |                      |
| Zigoni 22’ | Marcatori | 14’ Prati 48’ Hamrin |

| Roma 3 marzo 1968, ore 15:00 CET 22ª giornata | Roma                | 0 – 0 referto | Juventus | Stadio Olimpico\| Arbitro: \| Lo Bello (Siracusa) \| |
| Arbitro:                                      | Lo Bello (Siracusa) |               |          |                                                      |

| Arbitro: | De Marchi (Pordenone) |

|                     |           |  |
| Menichelli 64’, 69’ | Marcatori |  |

| Arbitro: | Toselli (Cormons) |

|                           |           |  |
| Maraschi 33’ Brugnera 90’ | Marcatori |  |

| Arbitro: | Pieroni (Roma) |

|              |           |  |
| De Paoli 39’ | Marcatori |  |

| Arbitro: | Vacchini (Milano) |

|             |           |                             |
| Juliano 84’ | Marcatori | 48’ De Paoli 70’ Chinesinho |

| Arbitro: | Di Tonno (Lecce) |

|                        |           |                  |
| Zigoni 38’ Del Sol 76’ | Marcatori | 21’ (aut.) Sacco |

| Milano 28 aprile 1968, ore 16:00 CET 28ª giornata | Inter          | 0 – 0 referto | Juventus | Stadio San Siro\| Arbitro: \| Pieroni (Roma) \| |
| Arbitro:                                          | Pieroni (Roma) |               |          |                                                 |

| Arbitro: | Vacchini (Milano) |

|                                               |           |                 |
| Vincenzi 56’ (aut.) Zigoni 67’ Menichelli 76’ | Marcatori | 14’ Francesconi |

| Arbitro: | Angonese (Mestre) |

|  |           |           |
|  | Marcatori | 9’ Zigoni |

### Coppa Italia
| Torino 10 settembre 1967, ore 17:30 CEST Primo turno | Juventus           | 0 – 0 (d.t.s.) Vince il Varese per sorteggio referto | Varese | Stadio Comunale\| Arbitro: \| Picasso (Chiavari) \| |
| Arbitro:                                             | Picasso (Chiavari) |                                                      |        |                                                     |

### Coppa dei Campioni
| Il Pireo 20 settembre 1967, ore 16:15 CEST Primo turno - Andata | Olympiacos | 0 – 0 referto | Juventus | Stadio Geōrgios Karaiskakīs (ca 40 000 spett.)\| Arbitro: \| Horvat \| |
| Arbitro:                                                        | Horvat     |               |          |                                                                        |

| Arbitro: | Droz |

|                           |           |  |
| Zigoni 12’ Menichelli 49’ | Marcatori |  |

| Arbitro: | Emsberger |

|               |           |  |
| Magnusson 58’ | Marcatori |  |

| Bucarest 13 dicembre 1967, ore 12:30 CET Secondo turno - Ritorno | Rapid Bucarest | 0 – 0 referto | Juventus | Stadionul Republicii (ca 12 000 spett.)\| Arbitro: \| Riegg \| |
| Arbitro:                                                         | Riegg          |               |          |                                                                |

| Arbitro: | Droz |

|                             |           |                            |
| Kaack 28’ Dulz 37’ Berg 38’ | Marcatori | 12’ (aut.) Kaack 82’ Sacco |

| Arbitro: | Schiller |

|                       |           |  |
| Bercellino 88’ (rig.) | Marcatori |  |

| Arbitro: | Dienst |

|               |           |  |
| Magnusson 56’ | Marcatori |  |

| Arbitro: | Barde |

|                        |           |  |
| Torres 63’ Eusébio 69’ | Marcatori |  |

| Arbitro: | Glöckner |

|  |           |             |
|  | Marcatori | 68’ Eusébio |

## Statistiche

### Andamento in campionato
| Giornata  | 1 | 2 | 3 | 4 | 5 | 6 | 7 | 8 | 9  | 10 | 11 | 12 | 13 | 14 | 15 | 16 | 17 | 18 | 19 | 20 | 21 | 22 | 23 | 24 | 25 | 26 | 27 | 28 | 29 | 30 |
| --------- | - | - | - | - | - | - | - | - | -- | -- | -- | -- | -- | -- | -- | -- | -- | -- | -- | -- | -- | -- | -- | -- | -- | -- | -- | -- | -- | -- |
| Luogo     | C | T | C | T | C | T | C | T | C  | T  | C  | T  | C  | T  | C  | T  | C  | T  | C  | T  | C  | T  | C  | T  | C  | T  | C  | T  | C  | T  |
| Risultato | V | N | V | N | P | N | P | P | N  | V  | N  | V  | V  | N  | V  | N  | V  | P  | N  | P  | P  | N  | V  | P  | V  | V  | V  | N  | V  | V  |
| Posizione | 1 | 3 | 1 | 2 | 5 | 5 | 8 | 9 | 11 | 7  | 8  | 7  | 4  | 4  | 3  | 3  | 2  | 3  | 3  | 5  | 7  | 7  | 6  | 7  | 7  | 6  | 4  | 5  | 4  | 3  |

Fonte:  Campionato 1967-1968 - Andamento, media punti ed altre statistiche, su juworld.net.
Legenda:

Luogo: C = Casa; T = Trasferta. Risultato: V = Vittoria; N = Pareggio; P = Sconfitta.

### Statistiche dei giocatori
NB: tra parentesi sono indicate le autoreti.
| Giocatore       | Serie A  | Serie A | Coppa Italia | Coppa Italia | Coppa dei Campioni | Coppa dei Campioni | Totale   | Totale |
| Giocatore       | Presenze | Reti    | Presenze     | Reti         | Presenze           | Reti               | Presenze | Reti   |
| --------------- | -------- | ------- | ------------ | ------------ | ------------------ | ------------------ | -------- | ------ |
| R. Anzolin      | 24       | -22     | 1            | -0           | 8                  | -6                 | 33       | -28    |
| G. Bercellino I | 24       | 2       | 0            | 0            | 8                  | 1                  | 32       | 3      |
| E. Castano      | 18       | 0       | 1            | 0            | 7                  | 0                  | 26       | 0      |
| F. Causio       | 1        | 0       | 0            | 0            | 0                  | 0                  | 1        | 0      |
| Chinesinho      | 23       | 3       | 1            | 0            | 8                  | 0 (1)              | 32       | 3      |
| A. Colombo      | 5        | -5      | 0            | -0           | 1                  | -0                 | 6        | -5     |
| A. Coramini     | 11       | 0       | 0            | 0            | 3                  | 0                  | 14       | 0      |
| V. De Paoli     | 21       | 8       | 0            | 0            | 3                  | 0                  | 24       | 8      |
| L. del Sol      | 24       | 1       | 0            | 0            | 9                  | 0                  | 33       | 1      |
| E. Favalli      | 12       | 0       | 0            | 0            | 1                  | 1                  | 13       | 1      |
| P. Fioravanti   | 2        | -2      | 0            | -0           | 0                  | -0                 | 2        | -2     |
| A. Gori         | 7        | 0       | 1            | 0            | 3                  | 0                  | 11       | 0      |
| G. Leoncini     | 29       | 3       | 1            | 0            | 9                  | 0                  | 39       | 3      |
| R. Magnusson    | 0        | 0       | 0            | 0            | 6                  | 2                  | 6        | 2      |
| G. Menichelli   | 20       | 5       | 1            | 0            | 5                  | 1                  | 26       | 6      |
| G. Onor         | 2        | 0       | 0            | 0            | 0                  | 0                  | 2        | 0      |
| G. Roveta       | 7        | 0       | 0            | 0            | 2                  | 0                  | 9        | 0      |
| G. Sacco        | 25       | 1 (1)   | 1            | 0            | 6                  | 1                  | 32       | 2      |
| S. Salvadore    | 28       | 0 (1)   | 1            | 0            | 8                  | 0                  | 37       | 0      |
| B. Sarti        | 10       | 0       | 1            | 0            | 2                  | 0                  | 13       | 0      |
| L. Simoni       | 11       | 0       | 1            | 0            | 2                  | 0                  | 14       | 0      |
| C. Volpi        | 5        | 0       | 1            | 0            | 0                  | 0                  | 6        | 0      |
| G. Zigoni       | 22       | 7       | 1            | 0            | 8                  | 1                  | 31       | 8      |

### Libri
- AA.VV., Calciatori 1967-68, edizione speciale per "La Gazzetta dello Sport", Modena, Franco Cosimo Panini Editore, 2005.
- Gianni Giacone, Il mondo è bianconero, in Hurrà Juventus, 2ª puntata, nº 7 (198), luglio 2005, ISSN 1594-5189 (WC · ACNP).

### Pubblicazioni varie
- Prospetto informativo OPV 2007 (PDF), Juventus Football Club S.p.A., Commissione Nazionale per le Società e la Borsa, 24 maggio 2007 (archiviato dall'url originale il 10 aprile 2008).